# Sint-Michielskerk (Messelbroek)

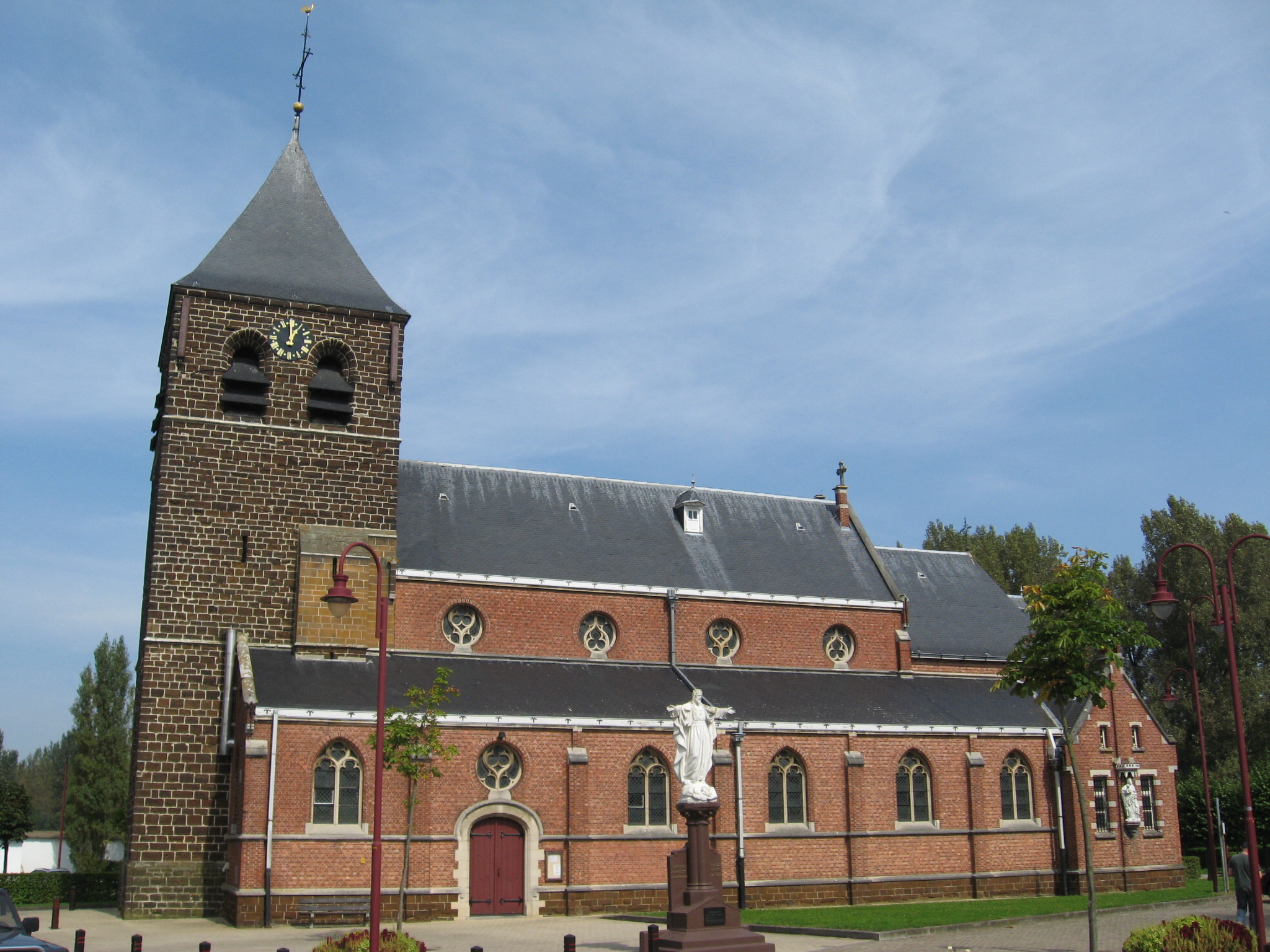
Sint-Michielskerk

De Sint-Michielskerk is de parochiekerk van de tot de Vlaams-Brabantse gemeente Scherpenheuvel-Zichem behorende plaats Messelbroek, gelegen aan de Testeltsebaan.

## Geschiedenis
Messelbroek en Testelt vormden aanvankelijk één gezamenlijke parochie waarvan het patronaatsrecht in 1166 werd geschonken aan de Abdij van Averbode. In Messelbroek stond een van de parochiekerk van Testelt afhankelijke kapel, welke omstreeks 1500 voorzien werd van een koor en een klokkentoren. De kerk zou niet veel later in gotische stijl worden opgebouwd. Omstreeks 1650 werd ook een pastorie gebouwd.
In 1757 kreeg de toren een nieuwe, lagere, spits. In 1765 werden het gotische schip en koor gesloopt en werd een veelhoekige beuk en een recht afgesloten koor in classicistische stijl gebouwd naar ontwerp van Gregorius Godissar. Dit alles werd in 1909 opnieuw gesloopt en vervangen door een neogotisch bouwwerk naar ontwerp van Pierre Langerock.

## Gebouw
Het betreft een driebeukig bakstenen basilicaal kerkgebouw met driezijdig afgesloten koor en halfingebouwde westtoren. Deze zware westtoren is gebouwd in ijzerzandsteen en stamt uit ongeveer 1400.

## Interieur
Het doopvont is van 1500, er zijn twee 18e-eeuwse biechtstoelen. Het orgel van omstreeks 1860 werd vervaardigd door de firma Ruef. Een schilderij van Jezus aan het kruis met Maria Magdalena werd vervaardigd door Pieter Jozef Verhaghen (2e helft 18e eeuw). Enkele beelden zijn uit het begin van de 18e eeuw.